# Sicilia! Si gira
Sicilia! Si gira è un film documentario del 2001 diretto da Jean-Charles Fitoussi.

## Trama
Nel 1998 i registi Jean-Marie Straub e Danièle Huillet girano il film Sicilia!, presentato l'anno seguente nella sezione Un Certain Regard al 52º Festival di Cannes. Le riprese vengono effettuate, con l'assistenza di Jean-Charles Fitoussi, tra Buti in provincia di Pisa e Grammichele in provincia di Catania.
Utilizzando il materiale filmato sul set, Fitoussi realizza un documentario molto efficace sulla tecnica e lo stile dei due cineasti francesi.
La loro meticolosità si desume dalla ricerca di un punto nello spazio dal quale effettuare le panoramiche esterne, dall'accurato studio delle posizioni degli attori in un ambiente chiuso, dall'estenuante serie di ripetizioni per effettuare la ripresa della scena nella piazza centrale di Grammichele e della scena di meraviglia da parte dell'arrotino, dalla cura del dettaglio nella scena di gruppo nella carrozza del treno e nel missaggio del suono del film.